# 女裝日報
《女裝日報》（Women's Wear Daily，縮寫：WWD）是一家美國時尚雜誌，成立于1910年，現在在時尚界有較高的聲譽。 雖然叫做女裝日報，實際上卻是一份報道男女衣著時尚的雜誌，它的出版商是仙童时尚媒体，2014年8月19日該公司被潘世奇传媒公司收購。

## 擴展閲讀
- Isadore Barmash, Edward Gold, Marvin Klapper, Sandy Parker, Sidney Rutberg, Mort Sheinman, and Stanley Siegelman. . Baltimore, MD: Beard Books. 2005. ISBN 1-58798-269-2.

## 外部連結
- WWD.com（页面存档备份，存于）